# Homochlodes
Homochlodes là một chi bướm đêm thuộc họ Geometridae.